# Francesc Company Mas
Fra Francesc Company Mas (Llucmajor, Mallorca, 1904 - Palma, 1994) fou un religiós franciscà mallorquí.
Fra Francesc Company ingressà al Tercer Orde Regular de Sant Francesc el 1918. Posteriorment viatjà a Roma on es llicencià en filosofia el 1923, s'ordenà prevere el 1926 al mateix any que es llicenciava en teologia i es doctorava en filosofia a la Universitat Pontificia Angelicum. És autor de l'obra mariològica Madre admirable del 1984. Fou director de la publicació El Heraldo de Cristo i publicà articles de filosofia i teologia en diverses revistes especialitzades.